# Henri Leconte
Henri Leconte, (født 4. juli 1963 i Lillers, Frankrig) er en fransk venstrehåndet tidligere professionel tennisspiller.
Henri Leconte blev professionel spiller på ATP-touren i 1980 og spillede der i perioden frem til 1996. Under karrieren vandt han 9 single- og 10 doubletitler på ATP-touren. Han opnåede at blive nr. 5 på ATP-ranglisten (september 1986) og nummer 6 i double (marts 1985).
Leconte nåede finalen i French Open i 1986, hvor han i single tabte til Mats Willander. Som doublespiller med landsmanden Yannick Noah vandt han finalen i French Open i 1984 og nåede til finalen i US Open i 1985.